# 까마르의 일기
"까마르의 일기"(يوميات قمر)는 2015년에 최초로 공개된 어린이 ONA, 텔레비전 애니메이션 시리즈로 효조(Hyozo), 파티마(Fatima) 외 2명의 멤버로 구성된 독립 제작 팀이 만드는 애니메이션이댜.
주인공 '까마르'와 그녀의 가족, 친구들의 일상을 다루는 작품으로 과장된 효과음과 비교적 만화적인 연출을 자주 사용하며 제작자의 인스타그램 계정 소개문에서 이 작품이 제작진의 실제로 있었던 일이 모티브가 되었다고 밝혔다.